# Tachia schomburgkiana
Tachia schomburgkiana är en gentianaväxtart som beskrevs av George Bentham. Tachia schomburgkiana ingår i släktet Tachia och familjen gentianaväxter. Inga underarter finns listade i Catalogue of Life.